# プランシウス (小惑星)
プランシウス (10648 Plancius) は、小惑星帯の小惑星のひとつ。パロマー天文台のトム・ゲーレルスとライデン天文台のファン・ハウテン夫妻が発見した。
オランダの天文学者・地図製作者で東インド会社の設立者の一人でもあり、南半球の星図や天球儀を作ったペトルス・プランシウスから命名された。